# Стансбери Парк (Јута)
Стансбери Парк (енгл. Stansbury Park) насељено је место без административног статуса у америчкој савезној држави Јута.

## Демографија
По попису из 2010. године број становника је 5.145, што је 2.76 (115,7%) становника више него 2000. године.
| Група             | 2000.         | 2010.         |
| Белци             | 2.214 (92,8%) | 4.605 (89,5%) |
| Афроамериканци    | 12 (0,5%)     | 43 (0,8%)     |
| Азијати           | 14 (0,6%)     | 52 (1,0%)     |
| Хиспаноамериканци | 108 (4,5%)    | 335 (6,5%)    |
| Укупно            | 2.385         | 5.145         |